# Kathleen Noone
Kathleen Noone, née Kathleen O'Meara le 8 janvier 1945, est une actrice américaine. Elle a commencé sa carrière en tant que chanteuse dans des boîtes de nuit et a joué dans des comédies musicales sur des scènes off-Broadway, avant de faire ses débuts à la télévision dans le feuilleton de CBS, As the World Turns (1975-1976).
De 1977 à 1989, Kathleen Noone a joué Ellen Shepherd Dalton dans le feuilleton télévisé ABC, La Force du destin. Pour ce rôle, elle a remporté le Daytime Emmy Award de la meilleure actrice dans un second rôle dans une série dramatique en 1987. En 1990, Kathleen Noone est passée aux heures de grande écoute, avec le rôle de la méchante Claudia Whittaker dans la série CBS Côte Ouest (1990–1993).
Elle est réapparue en tant que Bette Katzenkazrahi sur Sunset Beach de NBC (1997–1999), pour laquelle elle a reçu une autre nomination aux Daytime Emmy Awards. Elle a également eu des rôles récurrents dans La Loi de Los Angeles, La Vie à cinq, According to Jim et Dexter.

## Biographie
Kathleen Noone est née à Hillsdale, dans le New Jersey, d'un père joueur de baseball professionnel.
Elle est diplômée de l'université de Miami et de l'université méthodiste du Sud, et les années suivantes, elle s'est produite sur la scène off-Broadway. Elle a cofondé le Scott Repertory Theatre, le Globe Theatre au Texas et le Colonnaides Theatre à New York, où elle a coproduit et développé des pièces avec Michael Lessac.

### 1975—1989
Kathleen Noone a fait ses débuts à l'écran en jouant Margaret Porter dans le feuilleton de CBS As the World Turns de 1975 à 1976. En 1977, elle a été choisie pour incarner Ellen Shepherd, récemment divorcée, dans le feuilleton d'ABC, La Force du destin, un rôle qu'elle a joué de 1977 à 1989. Son personnage était l'opposé de la vilaine Erica Kane (Susan Lucci).
En 1987, elle a remporté le Daytime Emmy Award de la meilleure actrice dans un second rôle dans une série dramatique après avoir été nommée en 1980 dans la même catégorie. Elle a également reçu trois nominations aux Soap Opera Digest Awards.

### 1990—1999
Après avoir quitté All My Children, Kathleen Noone, a déménagé de New York à Los Angeles pour une carrière à Hollywood. Après avoir joué des rôles principaux dans Code Quantum et La Maison en folie, en 1990, elle a été invitée à jouer le nouveau personnage de Claudia Whittaker, sœur aînée de Greg Sumner (William Devane) dans le drame télévisé de CBS, Côte Ouest. Elle a joué ce rôle de 1990 jusqu'à la fin de la série en 1993. Le personnage de Kathleen Noone est devenu un antagoniste au cours des trois dernières saisons après le départ de Donna Mills en 1989. En 1992, Noone a reçu une nomination au Soap Opera Digest Award de la meilleure actrice dans un second rôle en prime time pour sa performance en tant que Claudia.
Au cours des années 1990, Kathleen Noone est apparue dans un certain nombre de séries télévisées, de films et d'émissions spéciales. Elle a joué dans un épisode de la sitcom NBC Frasier, jouant le rôle de tante Patrice en 1993. Cette même année, elle était juge invitée à Miss Teen USA 1993 qui s'est tenu à Biloxi (Mississippi).
Elle a eu des rôles récurrents dans La Loi de Los Angeles et La Vie à cinq, et a joué dans Ned and Stacey, Beverly Hills 90210 et Ellen. Elle a eu un rôle de soutien dans le film comique de 1996 Citizen Ruth avec Laura Dern et Swoosie Kurtz.
En 1997, Kathleen Noone revient aux feuilletons télévisuels en jouant le rôle de la chroniqueuse de potins Bette Katzenkazrahi dans la nouvelle série NBC Sunset Beach, produite par Aaron Spelling. La série n'a été diffusée que trois ans, Kathleen Noone a signé un nouveau contrat pour la série en août 1999, prédisant à tort que Sunset Beach ne serait pas supprimée par NBC. En 1998 et 1999, pour son interprétation de Bette, elle a été nommée dans la catégorie Female Scene Stealer aux Soap Opera Digest Awards. En 1999, elle a été nommée pour un Daytime Emmy Award de la meilleure actrice dans un second rôle dans une série dramatique.

### Depuis 2000
Kathleen Noone a eu des rôles invités dans Any Day Now, Sabrina, l'apprentie sorcière, Supernatural et The Unit : Commando d'élite.
De 2001 à 2005, elle a eu le rôle récurrent de la mère de Courtney Thorne-Smith dans la sitcom ABC According to Jim. De 2002 à 2008, elle a également joué le rôle d'Edna Wallace dans le feuilleton NBC, Passions. Elle a rejoint la série en juin 2002 et, après que l'arc narratif de son personnage se soit tari, l'actrice a été renvoyée à un statut de personnage récurrent en 2005, mais elle a continué à faire des apparitions récurrentes dans la série jusqu'à sa fin en août 2008.
En 2010, Kathleen Noone a eu le rôle récurrent dans la série dramatique de Showtime Dexter, jouant Maura Bennett. Elle est également apparue dans deux épisodes de la comédie dramatique de Showtime United States of Tara en 2010. Elle est également apparue dans le film de comédie indépendant de 2011 About Fifty avec Wendie Malick.
Kathleen Noone est également membre du Playwrights Kitchen Ensemble au Coronet Theatre de Los Angeles.

## Vie privée
Kathleen Noone a été mariée à Bill Noone pendant neuf ans à partir de 1967. Le couple a divorcé en 1976 mais Noone a gardé son nom de femme mariée comme nom de scène.

## Filmographie
| Année          | Titre                         | Rôle                        | Notes                                                                                         |
| -------------- | ----------------------------- | --------------------------- | --------------------------------------------------------------------------------------------- |
| 1975-1976      | As the World Turns            | Margaret Porter             | Personnage régulier                                                                           |
| 1977-1989,1995 | La Force du destin            | Ellen Shepherd Dalton       | Personnage régulier                                                                           |
| 1988           | Aline et Cathy                | Phyllis Kincaid             | Épisode : Mr. Nightingale                                                                     |
| 1989           | Code Quantum                  | Sadie Cotter                | Épisode : So Help Me God - July 29, 1957                                                      |
| 1990           | La Maison en folie            | Cookie                      | Épisode : Harry's Choice                                                                      |
| 1990           | Rick Hunter                   | Mrs. Julia Linder           | Épisode : Mrs. Julia Linder                                                                   |
| 1990–1993      | Côte Ouest                    | Claudia Whittaker           | Personnage régulier, 67 épisodes                                                              |
| 1993           | Frasier                       | Aunt Patrice                | Épisode : Here's Looking at You                                                               |
| 1993           | A Song for You                | Mrs. O'Brien                |                                                                                               |
| 1993–1994      | La Loi de Los Angeles         | Fran Hendrickson            | Rôle récurrent, 4 épisodes                                                                    |
| 1994           | Love and War                  | Mrs. Carlisle               | Épisode : Slaughter on Tenth Avenue                                                           |
| 1995           | Ned and Stacey                | Patrice Nolan               | Épisode : Portrait of a Marriage                                                              |
| 1995–1999      | La Vie à cinq                 | Ellie Bennett               | Rôle récurrent, 6 épisodes                                                                    |
| 1996           | Serpent's Lair                | Betty                       |                                                                                               |
| 1996           | Citizen Ruth                  | Pat                         |                                                                                               |
| 1996           | Beverly Hills, 90210          | Ruth Keats                  | Épisode : Leap of Faith                                                                       |
| 1996           | The Faculty                   | Mary Driscoll               | Épisode : Parents' Night                                                                      |
| 1996           | Hearts Adrift                 | Grace Deerfield             |                                                                                               |
| 1996           | What Love Sees                | Sarah Treadway              |                                                                                               |
| 1996           | Kirk                          | Marylee Waters              | Épisodes : Oh, What a Tangled Web We Weave: Part 1 et Oh, What a Tangled Web We Weave: Part 2 |
| 1997           | Skeletons                     | Sadie                       |                                                                                               |
| 1996–1998      | Ellen                         | Ferne Kovak                 | Épisodes : Kiss My Bum et Vows                                                                |
| 1997–1999      | Sunset Beach                  | Bette Katzenkazrahi         | Personnage régulier                                                                           |
| 1999           | Cold Feet                     | Stella Lombardi             | Épisodes : An Affair to Dismember et I've Got a Crush on You, Frigidaire                      |
| 1999           | Diagnostic : Meurtre          | Jesse’s Mom                 | Épisode : The Mouth That Roared                                                               |
| 2001           | Any Day Now                   | Muriel Maples               | Épisode : Blinded by the White                                                                |
| 2001–2005      | According to Jim              | Maggie                      | Rôle récurrent, 5 épisodes                                                                    |
| 2002           | Sabrina, l'apprentie sorcière | Francesca Flaum             | Épisode : Sabrina and the Kiss                                                                |
| 2002–2008      | Passions                      | Edna Wallace                | Personnage récurrent (2003-2004), récurrent (2002–2003, 2004–2008)                            |
| 2006           | Supernatural                  | Mrs. Robinson               | Épisode : Route 666                                                                           |
| 2006           | La Guerre à la maison         | Aunt Shelley                | Épisode : Looney Tunes                                                                        |
| 2006           | The Unit : Commando d'élite   | Kathryn                     | Épisode : Eating the Young                                                                    |
| 2007           | Safe Harbour                  | Louis Anderson              |                                                                                               |
| 2008           | Rien que pour vos cheveux     | Deuxième femme dans le taxi |                                                                                               |
| 2008           | General Hospital: Night Shift | Patricia Julian             | Épisode : Brothers and Sisters                                                                |
| 2010           | United States of Tara         | Mimi                        | Épisodes : You Becoming You et To Have and to Hold                                            |
| 2010           | Dexter                        | Maura Bennett               | Rôle récurrent, 3 épisodes                                                                    |
| 2011           | About Fifty                   | Peggy                       |                                                                                               |
| 2014           | Faking It                     | Nana                        | Épisode : Burnt Toast                                                                         |
| 2017           | A Neighbor's Deception        | Abagail                     |                                                                                               |

## Récompenses et nominations
- 1980 : nomination au Daytime Emmy Award de l'actrice principale exceptionnelle dans une série dramatique (La Force du destin)
- 1986 : nomination au Soap Opera Digest Award, de la meilleure actrice dans un second rôle dans un feuilleton de jour (La Force du destin)
- 1987 : victoire au Daytime Emmy Award, de la meilleure actrice dans un second rôle dans une série dramatique (La Force du destin)
- 1988 : nomination au Soap Opera Digest Award, de la meilleure actrice dans un second rôle dans un feuilleton de jour (La Force du destin)
- 1989 : nomination au Soap Opera Digest Award, de la meilleure actrice dans un second rôle dans un feuilleton de jour (La Force du destin)
- 1992 : nomination au Soap Opera Digest Award, de la meilleure actrice dans un second rôle : en prime time (Knots Landing)
- 1998 : nomination au Soap Opera Digest Award, de la meilleure voleuse de scène (Sunset Beach)
- 1999 : nomination au Daytime Emmy Award, de la meilleure actrice dans un second rôle dans une série dramatique (Sunset Beach)
- 1999 : nomination au Soap Opera Digest Award, de la meilleure voleuse de scène (Sunset Beach)